# Збаражский, Януш
Я́нуш Зба́ражский (пол. Janusz Zbaraski) (1553? — 1608) — западнорусский князь, военачальник и дипломат Речи Посполитой, брацлавский воевода (1576—1608), староста кременецкий (1574—1608) и пинский (1581—1590), протестантского (кальвинизм) вероисповедания. Сын старосты кременецкого князя Николая Андреевича Збаражского (ум.1574) и его первой жены, неизвестного имени, княжны Козичанки.
В 1575 разбил татар под Збаражем, в 1578 — под Брацлавом, затем отличился при осаде Полоцка и под Соколом взял в плен русский отряд. Во время операции у Великих Лук Збаражский, командуя арьергардом, победил под Торопцем московитян под командованием воеводы, князя Василия Хилкова. Большое участие принимал Збаражский и в осаде Пскова 1581, исполняя обязанности лагерного квартирмейстера.
По окончании войны Збаражский вместе с Альбертом Радзивиллом и Михаилом Гарабурдой был одним из членов дипломатической миссии для заключения мирного договора. При короле Сигизмунде III Вазе Збаражский воевал с татарами, в 1596 вёл переговоры с папским послом Гаетаном об организации Лиги против турок. Всегда ревностный защитник королевских прав, Збаражский не оставил короля и во время восстания Зебржидовского. В то же время при манипуляции люблинскими привилеями по поводу действия статута на территории Волыни, и попытке вручить ему королевское письмо отписывал:
За приверненьемъ земли Волынское ку Коруне Польскои, данъ есть привилеи, абы земля Волынская своимъ правомъ и статутом справовалася, и листы его кролевскои млсти до всих обывателеи земли Волынское абы не инъшим языком ани писмом, толко руским писаны были.
Был женат на княжне Анне Матвеевне Четвертинской (ум. ок. 1581), дочери князя Матвея Васильевича Четвертинского от второй жены Евдоксии Вагановской. Дети: Юрий Збаражский (ум. 1631), каштелян краковский (1620—1631); Криштоф Збаражский (1580—1627), конюший великий коронный (1615—1627).